# Tiempo de valientes
Pour plus de détails, voir Fiche technique et Distribution.
Tiempo de valientes est un film argentin réalisé par Damián Szifrón, sorti en 2005.

## Synopsis
Un policier doit enquêter sur un double meurtre. Devenu dépressif après avoir appris que sa femme le trompe, il est assisté dans son enquête par un psychiatre. Ensemble, ils vont devoir déjouer ce qui s'avère être une conspiration.

## Fiche technique
- Titre français : Tiempo de valientes
- Réalisation : Damián Szifrón
- Scénario : Damián Szifrón, Agustín Rolandelli et Nicolás Smudt
- Photographie : Lucio Bonelli
- Musique : Guillermo Guareschi
- Pays d'origine : Argentine
- Date de sortie : 2005

## Distribution
- Diego Peretti : Mariano Silverstein
- Luis Luque : Alfredo Díaz
- Óscar Ferreiro : Lebonian
- Gabriela Iscovich : Diana